# Lepanto, Arkansas
Lepanto är en ort i Poinsett County, Arkansas, USA.